# Culture du Honduras
La culture du Honduras, pays d'Amérique centrale, façades atlantique et pacifique, désigne d'abord les pratiques culturelles observables de ses habitants (9 000 000, estimation 2018).

## Langues et peuples
- Langues au Honduras, Langues du Honduras, espagnol castillan (91 %), espagnol hondurien
- et une dizaine de langues indigènes dont jicaque, mayangna, chorotega, maya, miskito / mosquito, garifuna, pech... Diccionario de las Lenguas de Honduras (es)
- Aire linguistique mésoaméricaine, Langues mésoaméricaines
- Groupes ethniques au Honduras, Grupos étnicos de Honduras (es)
  - Mosquitos, Pipils, Lenca, Tolupanes, Ch'orti (en) (Maya), Q'eqchi', Sumo (Mayangna), Pech (Paya)
  - Caracoles (en), Afro-Hondurans (en) (créoles et garifunas)
  - Palestiniens (surtout arabes chrétiens), chinois...
- Métis (86-90 %), amérindiens (4-7 %), noirs (2-6 %), blancs (1-5 %)
- Groupes ethniques d'Amérique centrale

## Tradition

### Religion
- Catholicisme (46-48 %)
- Protestantismes (40-41 %)
- Sans religion, athéisme, agnosticisme... (8 %)
- Autres religions (3 %), islam, judaïsme, bouddhisme, hindouisme, taoïsme, gnosticisme, Wicca...
- Religions indigènes (pech, lenca, chorotega...)
- Religion syncrétique garifuna, El Dugu
- Franc-maçonnerie au Honduras (es)
- Laïcisme au Honduras (es)
- Histoire des Juifs au Honduras (en)

### Symboles
- Armoiries du Honduras
- Drapeau du Honduras
- Hymne national : Tu bandera es un lampo de cielo (Ton drapeau est une splendeur au ciel) (1915)
- Devise nationale : Libre, Soberana e Independiente (Libre, Souveraine et Indépendante)
- Emblème végétal : Rhyncholaelia
- Emblème animal : Cerf de Virginie
- Saint patron (chrétien) par pays (en) : Vierge marie, sous la forme de Our Lady of Suyapa (en)
- Plat national : Baleada, Carne asada, Sopa de caracol

### Mythologie
- Religions mésoaméricaines
- Mythologie maya
- Anne Chapman, 1961, Mythologie et éthique chez les Jicaques
- Héritage de la culture pipil (Toltèques)
- Ce Acatl Topiltzin Quetzalcoatl, Tula
- Xucutaco, cité blanche[1],[2]
- La Llorona la pleureuse
- Cadejo
- Légendes honduriennes

### Croyances
- Contes et légendes du honduras[3] (Benjamin Péret)
- Nahual
- Siguanaba, esprit féminin à tête de cheval
- Pluie de poissons, Pluie de poissons de Yoro (es)
- Virgen de Suyapa (en)

### Pratiques
- Numération pipil (es)

### Jours fériés
- Jours fériés publics au Honduras (en)
- Jeudi saint, Vendredi saint, Pâques, Carnaval, Noël, Jour du Soldat (3 octobre), Jour de l'an
- La Ceiba Carnival (en)

## Société
- Personnalités honduriennes
- Immigration au Honduras (es)
- Diaspora hondurienne (en)[4]

### Famille
- Féminicides

### Éducation
- Éducation au Honduras (en), Système éducatif du Honduras (es)
- Science et technologie au Honduras (es)

### Droit
- Criminalité au Honduras
- Droits de l'homme au Honduras (en)
- Trafic d'êtres humains au Honduras (en)
- Corruption au Honduras (es)
- Crimes des forces de sécurité au Honduras (es)
- Assassinats commandités au Honduras (es)
- Isla Zacate Grande (es)[5]
- Droits LGBT au Honduras
- Inégalité de genre au Honduras (en)
- Sur le site d'Amnesty International

### État
- Génocide au Honduras (1990-2015, environ 80 000 morts)
- Guerres impliquant le Honduras (es)
- Coups d'État au Honduras (es)

## Arts de la table

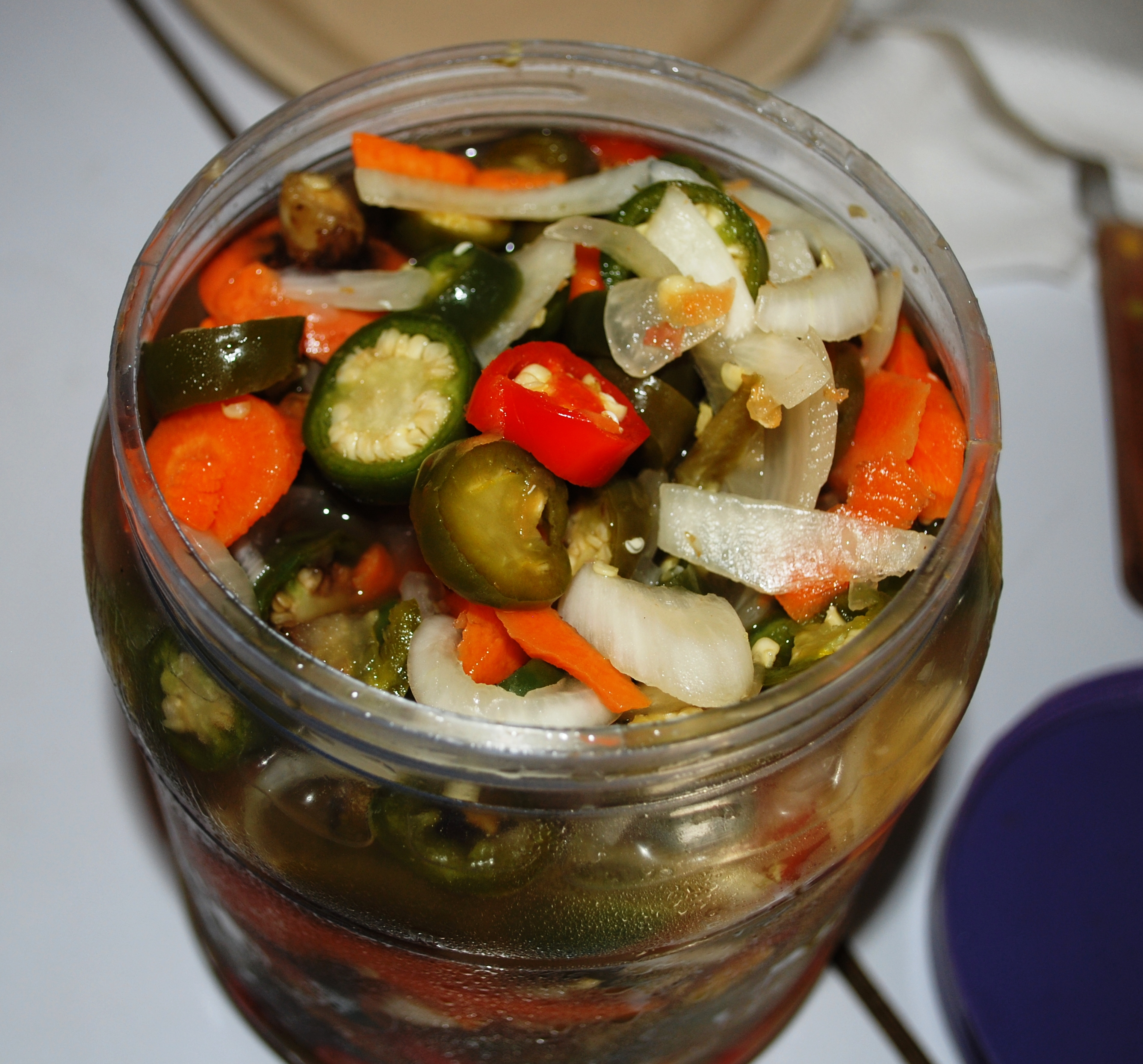
Encortido

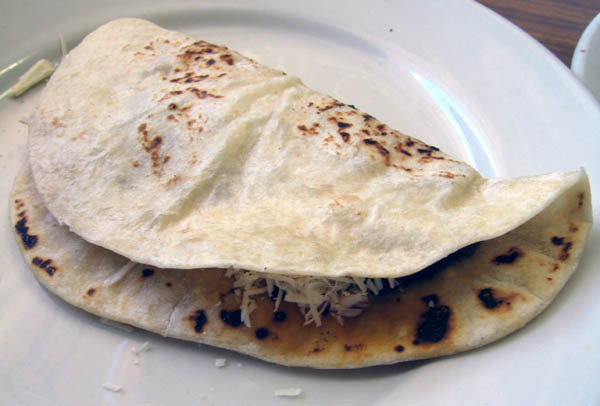
Baleada

### Cuisine
- Cuisine du Honduras
- Cuisine de Tegucigalpa (en)
- Tamal, Baleada (en), Yuca con chicharrón (es)
- Nixtamalisation, Hominy, Masa
- Gastronomía de América Central

### Boisson
- Boissons sans alcool : Horchata, Café de palo, Jugo de caña de azúcar, Posole, Ponche de leche, Pinol, Jugos de diferentes frutas
- Boissons alcolisées : Cerveza, Calaguala, Cusuza, Chicha, Güifiti, Guaro, Timochenco, Vino de coyol, Vino de manzana, Rompopo

## Santé
- Santé au Honduras (amorce)
- Salud en Honduras[6]
- Hôpitaux du Honduras (es)
- Avortement au Honduras (es)
- Accès à l'eau potable au Honduras (es)
- Sida
- Taux de fertilité fémninine = 3,7

## Sport
- Sport au Honduras (es), Sport au Honduras (rubriques)
- Personnalités honduriennes liées au sport
- Honduras aux Jeux olympiques
- Honduras aux Jeux paralympiques
- Honduras aux Deaflympics
- Jeux d'Amérique centrale et des Caraïbes
- Juegos Deportivos Centroamericanos (es)
- Jeux panaméricains, Jeux bolivariens
- Jeux mondiaux

## Média
- Médias au Honduras (en)
- Télécommunications au Honduras (en)
- Censure au Honduras (es)
- Journalisme au Honduras[7]

### Journaux
- Liste de journaux au Honduras (en)
- Périodiques au Honduras (es)

### Radio
- Radio au Honduras (en)
- Émetteurs de radio au Honduras (es)

### Télévision
- Télévision au Honduras (en)

### Internet (.hn)
- Internet au Honduras (en), Internet en Honduras (es)

## Littérature
- Littérature du Honduras, Littérature au Honduras (es)
- Théâtre au Honduras (es)
- Auteurs récents : Juan Pablo Suazo Euceda (en) (1972-), Javier Abril Espinoza (1967-)

## Artisanat
- Arts appliqués, Arts décoratifs, Arts mineurs, Artisanat d'art, Artisan(s), Trésor humain vivant, Maître d'art
- Artisanats par pays, Artisans par pays
- Artistes par pays

Les savoir-faire liés à l’artisanat traditionnel relèvent (pour partie) du patrimoine culturel immatériel de l'humanité. On parle désormais de trésor humain vivant.
Mais une grande partie des techniques artisanales ont régressé, ou disparu, dès le début de la colonisation, et plus encore avec la globalisation, sans qu'elles aient été suffisamment recensées et documentées.

## Arts visuels
- Arts visuels, Arts plastiques, Art brut, Art urbain
- Artistes par pays
- Liste d'artistes latino-américains (en)
- Art latino-américain
- Art au Honduras (es)
- Artistes honduriens
- UNAH Center for Art and Culture (en)

### Dessin
- Caricaturistes : « Mito » Bertrand, Roberto Ruiz, Ramón Villeda Bermúdez (Raviber), Darío Banegas, Bey Avendaño, Rodolfo Deras, Sergio Chiuz, Douglas Montes de Oca (Doumont), Norman Allan Sauceda (McDonald), Napoleón Ham...
- Bande dessinée : Allan McDonald (1975-)

### Peinture
- Peinture du Honduras (es)
- Carlos Zúñiga Figueroa (en) (1885-1964)
- José Alberto Mantilla Bardales (1991-)
- Pablo Zelaya Sierra (en) (1896-1933)
- Pedro Joaquin Mendoza Caballero (en) (1966-)
- Moisés Becerra, Francisco Alvarado Juárez, Arturo Luna, Maximiliano Ramírez Euceda...

### Sculpture
- Sculpture, Catégorie:Sculpture par pays
- Sculpteurs honduriens
- Quelques sculpteurs : Mario Zamora, Virginia Castillo, Santos Arzu Quioto, Santos Guardiola, Rolando Trochez, Lezama, Lenin, Gregorio Sabillón, Manuel Rodríguez Velázquez...

### Architecture
- Architecture au Honduras (à créer)[8],
- Images d'Architecture au Honduras sur Wikimedia Commons

### Photographie
- Photographes honduriens

## Arts de scène
- Spectacle vivant, Performance, Art sonore
- Arts de performance par pays

### Musique
- Musique du Honduras, Musique du Honduras (rubriques)
- Música en Honduras (es)
- Música clásica de Honduras (es)
- Escuela de Música Victoriano López (es)
- Musiciens honduriens : Guillermo Anderson (1962-2016)
- Orquesta Filarmónica de Honduras (es)
- Orquesta de Cámara de San Pedro Sula (es)
- Ópera de Honduras (es)
- Punta
- Café Guancasco (es)
- Groupes de rock de Honduras (es)
- Reggaeton, Dancehall

### Danse
- Ballet Folklórico Oro Lenca (en)

### Théâtre
- Teatro en Honduras (es)
- Théâtre National Manuel Bonilla (es) (Tegucigalpa, 1915)
- Grupo Teatral Bambú (es)
- Andrés Morris (1925-1987)
- Théâtre de l'Amérique latine (es)

### Autres scènes: marionnettes, mime, pantomime, prestidigitation
Les arts mineurs de scène, arts de la rue, arts forains, cirque, théâtre de rue, spectacles de rue, arts pluridisciplinaires, performances manquent encore de documentation pour le pays …
Pour le domaine de la marionnette, on relève : Arts de la marionnette au Honduras, sur le site de l'Union internationale de la marionnette (UNIMA) et des références à "La revelión de los títeres" de Ruben Izaguirre.
- Gran carnaval internacional de la Amistad (es)

### Cinéma
- Cinéma hondurien, Cinéma du Honduras (rubriques) (à créer)
- Festival Ícaro
- List of Latin American films (en)
- Liste de films caribéens

### Autres
- Vidéo, Jeu vidéo, Art numérique, Art interactif
- Culture alternative, Culture underground

## Tourisme
- Tourisme au Honduras (en), Du tourisme au Honduras
- Attractions touristiques au Honduras
- Conseils aux voyageurs pour le Honduras
  - France Diplomatie.gouv.fr
  - Canada international.gc.ca
  - CG Suisse eda.admin.ch
  - USA US travel.state.gov

## Patrimoine

### Musées et autres institutions
- Liste de musées au Honduras.

### Liste du Patrimoine mondial
Le programme Patrimoine mondial (UNESCO, 1971) a inscrit dans sa liste du Patrimoine mondial (au 17/01/2016) : Liste du patrimoine mondial au Honduras.

### Liste représentative du patrimoine culturel immatériel de l’humanité
Le programme Patrimoine culturel immatériel (UNESCO, 2003) a inscrit dans sa liste représentative du patrimoine culturel immatériel de l’humanité (au 17/01/2016) :
- 2008 : La langue, la danse et la musique des Garifuna[9].

### Registre international Mémoire du monde
Le programme Mémoire du monde (UNESCO, 1992) a inscrit dans son registre international Mémoire du monde (au 17/01/2016) :

### Filmographie
- Le pays des hommes modestes : des mennonites au Belize, film de Benoît d'Humières et Philippe Coudrin, Hibou Production, Paris, Cityzen télévision, ADAV, 2002, 52 min (DVD)
- La langue, la danse et la musique des Garifuna, film de Suzette Zayden et Andy Palacio, Fonds UNESCO du Patrimoine culturel immatériel de l'humanité, 2008, 15 min 02 s (DVD)
- (en) The chocolate farmer : all the knowledge that they teach us, we cannot eat it, film de Rohan Fernando, National Film Board of Canada, Montréal, 2011, 70 min (DVD)